# 喬貴妃
貴妃喬氏（きひ きょうし、1086年 - ?）は、北宋の徽宗の貴妃。

## 生涯
初め顕粛皇后鄭氏の侍女を務めた。崇寧2年（1103年）5月、宜春郡君の位を授けられた。後、美人、婕妤となり、嬪に進み、貴妃にいたった。徽宗の寵愛を受けて、多くの男子を産んだ。
喬氏は仏教を信仰し、千仏会を設立した。韋氏（顕仁皇后）とは姉妹の契りを結び、喬貴妃の薦めで韋氏も平昌郡君を授けられた。閩（福建）の有名な尼僧の真如（王氏）は、初め喬貴妃の侍女を務め、その後に夫人（婕妤、美人、貴人、才人などより低い位）を授けられた。
靖康の変後、金に連行された。紹興12年（1142年）、韋妃が帰国するとき、酒を酌み交わし、涙を流して別れを惜しんだ。長寿を保ったと伝わっている。

## 子女
- 趙杞（景王）
- 趙栩（済王）
- 趙材（邠王）
- 趙朴（儀王）
- 趙樾（瀛国公）

## 伝記資料
- 『靖康稗史箋證』
- 『宋会要輯稿』
- 『慈受深和尚広録』